# Veia central da retina
A veia central da retina é uma veia da retina.